# Докичев, Владимир Анатольевич
Владимир Анатольевич Докичев (4 ноября 1953 года, ст. Суда, Череповецкий район, Вологодская область) — учёный-химик, доктор химических наук (1999), профессор (2003), лауреат премии имени А. М. Бутлерова, премии АН РБ имени Д. Ф. Варфоломеева (2012) и государственной премии Республики Башкортостан в области науки и техники (2019) . Награждён Почетной грамотой Республики Башкортостан (2021).Член-корреспондент Академии наук РБ (2016). Академик Академии наук Республики Башкортостан (2024).

## Биография
Родился 4 ноября 1953 года ст. Суда Череповецкого р-на Вологодской обл.
В 1971 г. окончил специализированную физико-математическую школу-интернат №45 при Ленинградском государственном университете имени А.А. Жданова - Академическая гимназия имени Д. К. Фаддеева Санкт-Петербургского государственного университета.
В 1976 году окончил Ленинградский государственный университет имени А. А. Жданова.
С 1996 по 2014 годы — заведующий лабораторией металлоорганической химии и катализа Института органической химии Уфимского научного центра РАН.
С 1996 по 2000 годы — заместитель директора Института органической химии Уфимского научного центра РАН.
С 2000 по 2006 годы — заместитель Председателя Президиума Уфимского научного центра РАН по научной работе.
С 2010 по 2021 годы — заведующий кафедрой общей химии Уфимского государственного авиационного технического университета.
С 2015 года — заведующий лабораторией биоорганической химии и катализа Уфимского института химии УФИЦ РАН.
С 2017 года — академик-секретарь Отделения химических технологий и новых материалов Академии наук Республики Башкортостан.

## Научная деятельность
Научные направления: органическая и нефтепромысловая химия.
Разработал в соавторстве научные основы технологий каталитического циклопропанирования непредельных соединений, синтеза норборнадиена и нефтепромысловых реагентов — СМАД‑1М, эмульгатор-стабилизатор СЭТ‑1, жидкость для глушения газовых скважин НТЗМ‑1, ингибитор газогидратообразования, которые внедрены в производство на предприятиях России и Башкортостана.
Автор более 550 научных публикаций, в том числе 82 патентов и авторских свидетельств на изобретения.

## Награды
- Премия имени А. М. Бутлерова (за 2003 год, совместно с О. М. Нефёдовым, Ю. В. Томиловым) — за цикл работ «Алифатические диазосоединения в органическом синтезе»
- Премия имени Д. Ф. Варфоломеева Академии Наук Республики Башкортостан (за 2012 год, совместно с Ю. В. Томиловым, С. С. Злотским) — за цикл работ «Реакции [1+2]- и [3+4]- циклоприсоединения в синтезе биологически активных и малотоннажных продуктов»[1].
- Государственная премия Республики Башкортостан в области науки и техники (2019).
- Почетная грамота Республики Башкортостан (2021 г.).